# هانا هیز
هانا لنل هیز (زاده ۲۹ مارس ۱۹۹۹) یک هنرپیشه اهل ایالات متحده آمریکا است. او بیشتر به خاطر ارائه صدا و ضبط حرکت سارا میلر در بازی ویدئویی اکشن ماجراجویی آخرین بازمانده از ما (۲۰۱۳) و به تصویر کشیدن لیزی ساندرسون در مجموعه تلویزیونی کمدی قانونی آسیاب (۲۰۱۵-۲۰۱۶) معروف است.

## حرفه
هیز در سریال هایی مانند قانون و نظم: واحد قربانیان ویژه ، ذهن های جنایتکار و آناتومی گری نقش‌های مهمان را بازی کرده است.  در سال ۲۰۱۳، او صدا و ضبط حرکت سارا را در بازی ویدئویی اکشن ماجراجویی تحسین شده آخرین بازمانده از ما ارائه کرد.  در سال ۲۰۱۵، او بازی لیزی ساندرسون را در مجموعه تلویزیونی کمدی  آسیاب آغاز کرد.  در سال ۲۰۱۸، او در فیلم ترسناک توطئه‌آمیز: آخرین کلید نقش الیز راینر جوان را بازی کرد. 

## فیلم شناسی
| سال  | عنوان                 | نقش             | یادداشت            |
| ---- | --------------------- | --------------- | ------------------ |
| ۲۰۱۲ | رعد و برق             | اشلی نیوال      |                    |
| ۲۰۱۴ | اکنون زیبا            | رومی جوان       |                    |
| ۲۰۱۴ | رحمت                  | دختر همسایه     |                    |
| ۲۰۱۵ | استکهلم، پنسیلوانیا   | لیا (۱۲ ساله)   |                    |
| ۲۰۱۷ | تا استخوان            | کلوئه           |                    |
| ۲۰۱۸ | توطئه‌آمیز: آخرین کلید | الیز رینیر جوان |                    |
| ۲۰۱۹ | لذت ببرید             | آسپن            |                    |
| ۲۰۱۹ | ذهن او در قطعات       | فرزند دختر      | بخش: "اکنون اینجا" |

### تلویزیون
| سال       | عنوان                           | نقش           | یادداشت                                  |
| --------- | ------------------------------- | ------------- | ---------------------------------------- |
| ۲۰۱۱      | ذهن های جنایتکار                | الی دولان     | قسمت: "دورادو فالز"                      |
| ۲۰۱۱–۲۰۱۳ | ماجراهای حماسی سطل و اسکینر     | تامی لینچ     | ۳ قسمت                                   |
| ۲۰۱۳      | قانون و نظم: واحد ویژه قربانیان | بروک آلن      | قسمت: "صداهای ناسازگار"                  |
| ۲۰۱۵      | آناتومی گری                     | دانیال        | قسمت: "من احساس می کنم زمین حرکت می کند" |
| ۲۰۱۵–۲۰۱۶ | آسیاب                           | لیزی ساندرسون | ۲۲ قسمت                                  |
| ۲۰۱۷      | واحد ضربت                       | آوریل         | قسمت: "جالب ها"                          |
| ۲۰۱۸      | برچسب‌شده                        | تسا           |                                          |

### بازی های ویدیویی
| سال  | عنوان                | نقش  | یادداشت        |
| ---- | -------------------- | ---- | -------------- |
| ۲۰۱۳ | آخرین بازمانده از ما | سارا | ضبط صدا و حرکت |

## لینک های خارجی
- هانا هیز در بانک اطلاعات اینترنتی فیلم‌ها (IMDb)
- هانا هیز در راتن تومیتوز
- Hana Hayes در اینستاگرام
- Hana Hayes در توییتر